# The Boring Company
Pour les articles homonymes, voir Boring.
 (octobre 2021).
The Boring Company (appelée également TBC, To Be Continued, Tunnels R Us  et American Tubes and Tunnels) est une société de construction de tunnels fondée par Elon Musk en 2016 après avoir évoqué l'idée de faire des tunnels sur son compte Twitter. Musk faisait alors mention de la difficulté de circuler à Los Angeles et des limitations de l'actuel réseau de transport en 2-D (deux dimensions) comme source d'inspiration pour son projet de tunnel.

## Histoire

### Débuts
En février 2017, la société a commencé à creuser une fosse de 9 m de large, 15 m de long et 4,6 m de profondeur sur les terrains de la société SpaceX à Los Angeles, car la construction sur ce site ne nécessitait pas de permis. Selon Musk lui-même, l'objectif de l'entreprise est d'améliorer la vitesse de creusement des tunnels pour que l'établissement d'un réseau de tunnels souterrains devienne financièrement réalisable.
« Si vous pensez à un réseau de tunnels sur 10, 20, 30 couches de profondeur (ou plus), il est évident que ce type d'infrastructure en 3D permettrait de répondre aux besoins du transport de n'importe quelle ville quelle que soit sa taille » - Elon Musk
En mars 2017, Musk a annoncé qu'en avril, la société allait commencer à l'aide d'un tunnelier à creuser un tunnel. À la fin du mois d'avril 2017, un tunnelier a en effet été vu à SpaceX avec le nom de la société sur le côté. Le tunnelier a été révélé publiquement avec le nom « Godot » en mai 2017, en référence à la pièce En attendant Godot de Samuel Beckett. Les futurs tunneliers seront nommés d'après des poèmes, des pièces de théâtre, des poètes et des dramaturges.
En mai 2017, Musk a déclaré que le premier tunnel sera réalisé de LAX à Culver City, puis vers Santa Monica pour finir à Westwood. Musk prévoit que le tunnel permettra de réaliser le trajet en 5 minutes contre 45 minutes de LAX à Westwood. Le transport s’effectuera en plaçant les voitures sur des wagons qui voyageront à 200 km/h au travers des tunnels.
En août 2017, Elon Musk annonce qu'une première Tesla Model S est entrée dans le tunnel de test long de 3,2 kilomètres.
En janvier 2018, une page protégée par mot de passe, correspondant à un nouveau produit, un « lance-flamme » (en réalité un chalumeau), apparaît sur le site de la société, faisant écho à un tweet d'Elon Musk de décembre 2017  qui n'avait pas été pris au sérieux au moment de sa publication.
En juin 2018, Chicago a choisi l'entreprise de Musk parmi quatre soumissions concurrentes pour assurer le transport à grande vitesse entre le centre-ville et l'aéroport. Le contrat final reste à négocier.
Au début de 2018, The Boring Company est scindée de SpaceX en une entité distincte. Un peu moins de 10 % des capitaux propres ont été versés aux premiers employés et plus de 90 % à Elon Musk. Les préoccupations subséquentes des actionnaires de SpaceX ont donné lieu à un arrangement subséquent en décembre 2018 pour allouer 6 % des capitaux propres de The Boring Company à SpaceX.
TBC a fait le point sur l'état de sa technologie et de sa gamme de produits le 18 décembre 2018 lorsqu'elle a ouvert au public son premier tunnel d'essai de 1,6 km de long à Hawthorne, en Californie.
Fin 2018, The Boring Company avait terminé la conception de sa troisième génération de tunneliers, Prufrock, a commandé les pièces à long terme et commencera à assembler la machine en 2019, ce qui devrait permettre d'améliorer de 15 fois la vitesse du tunnel par rapport à l'état actuel de la technique en 2017.
En janvier 2019, Musk a répondu à une question d'un député australien concernant un tunnel traversant les Blue Mountains à l'ouest de Sydney, suggérant des coûts de 24 millions de dollars par mile (15 millions de dollars par kilomètre) ou 750 millions de dollars pour le tunnel de 31 milles (50 km), plus 50 millions par station. Quelques jours après, il a déclaré que le directeur du CERN lui avait demandé de construire avec son futur tunnelier leur Futur collisionneur circulaire de 62 milles (100 km) et que The Boring Company pourrait permettre au CERN d'économiser plusieurs milliards d'euros.
En mai 2019, The Boring Company a remporté un projet de 48,7 millions de dollars pour transporter des personnes sous le Las Vegas Convention Center.

### 2020: tunnel à Las Vegas

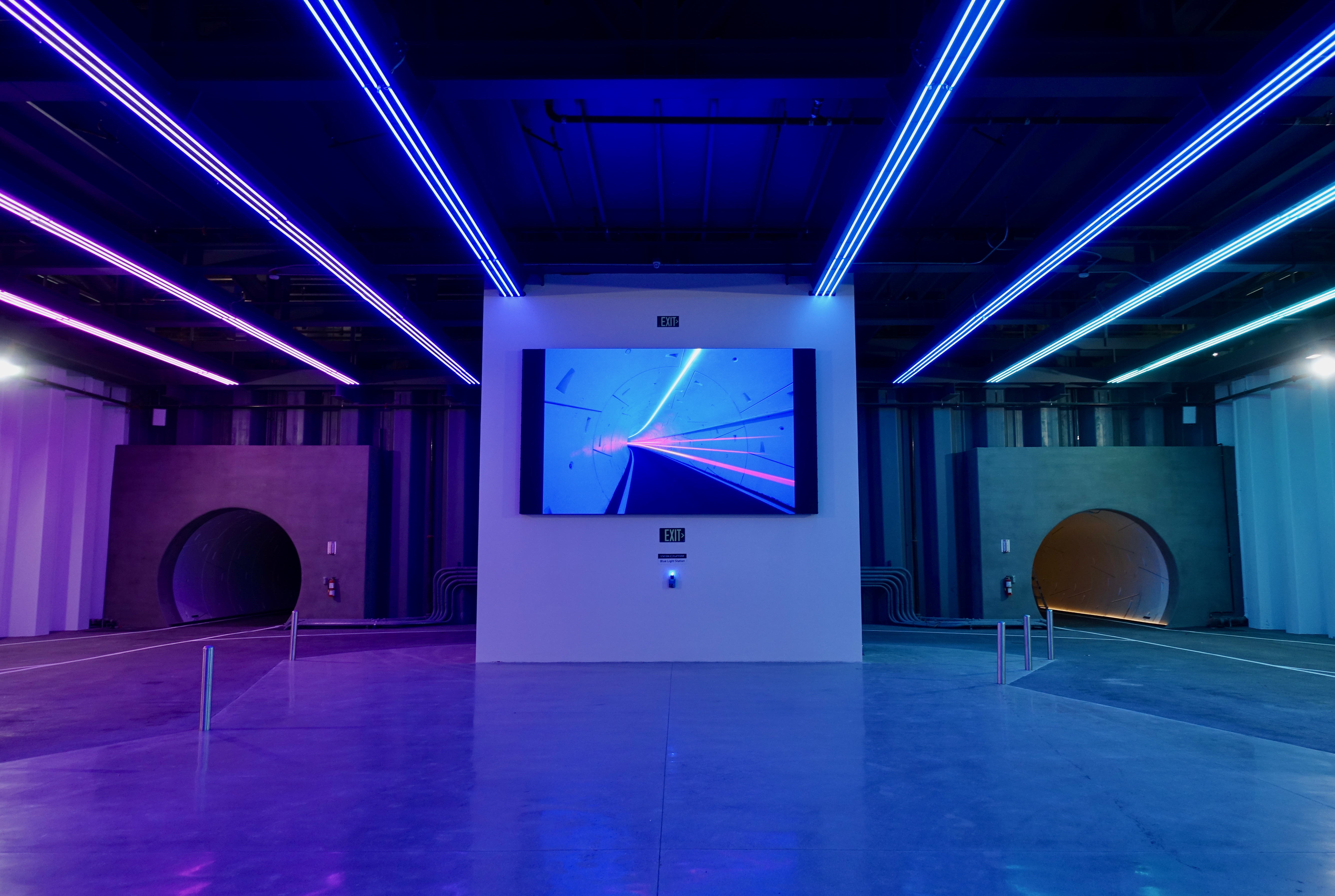
Las Vegas Convention Center Loop.

En 2019, la société a été chargée de créer pour 2020 un tunnel de 52,5 millions de dollars, soit 44 millions d'euros, financé par les contribuables du Nevada d'une longueur de 1300 mètres à Las Vegas pour transporter en navettes autonomes des groupes de 16 passagers à des vitesses de 56 km/h.
Le tunnel ouvre finalement en avril 2021. Il est équipé de véhicules Tesla Model 3 avec chauffeur qui transportent des passagers d'un bout à l'autre du Las Vegas Convention Center. Ce projet a été critiqué car comparé à un métro traditionnel, ce tunnel s'avère peu accessible aux piétons et doté d'une capacité de transport très inférieure.

## Critiques
Les tunnels prévus par Musk ont été critiqués pour leur manque d'équipements de sécurité tels que les corridors d'évacuation d'urgence, les systèmes de ventilation ou la protection contre les incendies. De plus, les tunnels à voie unique rendaient impossible le dépassement des véhicules en cas de collision, de panne mécanique ou d'autres obstructions du trafic, ce qui entraînerait plutôt la fermeture complète de la section du tunnel,. La faible capacité des tunnels de TBC les rend inefficaces par rapport aux solutions de transport en commun existantes, avec seulement une fraction de la capacité d'un métro conventionnel,,.
James Moore, directeur de l'ingénierie des transports à l'Université de Californie du Sud, a déclaré qu'« il existe des moyens moins coûteux d'offrir de meilleurs transports pour un grand nombre de personnes », comme la gestion du trafic avec des péages. Le consultant en transport public Jarrett Walker a qualifié TBC de surmédiatisé, et a critiqué la façon dont l'entreprise « a ébloui les gouvernements municipaux et les investisseurs avec des visions d'un métro efficace où l'on n'a jamais besoin de sortir de sa voiture, [mais qui s'est avéré] être un tunnel routier pavé,. »